# Amédée Gordini
Amédée Gordini, nascido Amedeo Gordini (Bazzano, 23 de junho de 1899 - Paris, 25 de maio de 1979), foi um piloto, construtor e preparador de carros esportivos franco-italiano. É notado por sua importante contribuição à indústria automobilística e por ter criado a empresa Gordini.

## Biografia
Ainda jovem, Gordini ficou fascinado com automóveis e corridas. Na adolescência, trabalhou como mecânico para Alfieri Maserati, do grupo Maserati. Em 1926, após servir ao exército italiano durante a Primeira Guerra Mundial, ele se casou e fixou residência em Paris, sendo logo seguido pelo restante da família.
Na França participou de eventos de Grand Prix e das 24 Horas de Le Mans, com carros da FIAT. Tinha uma predileção especial pelo Fiat Balilla, lançado no início de 1932. Utilizando um chassi deste carro desenvolveu um "roadster" que usou em suas primeiras corridas.
Em 1934, Gordini se aproximou de Henri Pigozzi, amigo pessoal de Giovanni Agnelli e representante da FIAT na França, que vinha fabricando alguns modelos em Suresnes, desde 1928. Em novembro de 1934, a fábrica de Pigozzi mudou-se para instalações maiores em Nanterre, passando a atuar com o nome Simca. Nessa época, Gordini já havia estabelecido uma grande reputação como piloto e preparador, especialmente com modelos da FIAT. 
Uma ligação entre Gordini e Pigozzi surgiu naturalmente, mesmo porque ambos eram italianos que se mudaram para a França depois da Primeira Guerra Mundial. Com isso, Gordini logo assumiu o posto de chefe do departamento de corridas da Simca. Ele rapidamente demonstrou facilidade em melhorar a performance dos motores dos carros FIAT sem muitos gastos, adquirindo o título de "le sorcier de la mechanique" (o mago da mecânica). Gordini permaneceu  na Simca até 1951, e desde a década de 1940, seu filho Aldo fazia parte da sua equipe de competição como mecânico e piloto ocasional. 
Gordini vinha preparando carros Simca-Gordini com muito sucesso em várias competições, como: os ralis e a 24 Horas de Le Mans de 1937, com o Simca 5; as corridas de resistência de Bol d'or, Reims, Donington, Montlhéry e Spa-Francorchamps, com o Fiat 1100, em 1938 e 1939. A combinação Simca-Gordini voltou a ter sucesso internacional em corridas de Grand Prix logo depois da Segunda Guerra Mundial, já em 1945. Os carros azuis eram os únicos representantes franceses depois da retirada da Talbot, competindo com pilotos da categoria de Jean Trévoux, em 1949.
Com todo esse histórico, em 1950, quando foi realizada a primeira edição do Campeonato Mundial de Construtores, Gordini se sentia pronto para embarcar nesta aventura usando a alternativa de um motor Simca de 1 500 cc comprimido, que chegava a 10 000 rpm. Nessa competição, ao menos no início, a dupla Simca-Gordini não teve muito sucesso. O carro tinha a vantagem de ser muito leve, mas sua resistência deixava a desejar. 
A ruptura de Gordini com a Simca ocorreu por divergências na condução do desenvolvimento e participação dos carros nos níveis mais altos de competição, incluindo a Fórmula 1.
Em 1946, fundou sua própria empresa independente, a Gordini, para construir carros esportivos e de competição. Em 1953 o governo francês concedeu a Amédée Gordini a Legião de Honra. Ele continuou produzindo carros de sucesso para as pistas durante a década de 1950.
Apesar de todo êxito após a Segunda Guerra Mundial, obter patrocínio adequado para as corridas ficou extremamente difícil e o negócio de Gordini só sobreviveu devido à parceria com a Renault, feita em 1957. Durante as duas décadas finais de sua carreira, seus conhecimentos técnicos combinados com o suporte financeiro do maior fabricante de automóveis da França, deram vida a uma sucessão de versões de alta performance de carros de produção, que começou com o Renault Dauphine. Depois vieram o Renault Caravelle, Renault 5 Alpine Turbo, Renault 8, Renault 12 e o Renault 17.
Amédée Gordini morreu em Paris no dia 25 de maio de 1979, depois de vários meses de uma enfermidade aguda, quando faltava um mês para seu octogésimo aniversário. Foi enterrado no Cemitério de Montmartre. Poucas semanas após sua morte, ocorreu a primeira vitória de um motor turbo modelo Tipo-EF, desenvolvido pela Renault Sport, com a qual ele havia fundido a sua empresa em 1969.

### 24 Horas de Le Mans[3]
| Ano  | Equipe         | Nº | Co-Piloto               | Chassi                              | Pneus | Classe | Voltas | Posição Geral | Posição Na Categoria |
| Ano  | Equipe         | Nº | Co-Piloto               | Motor                               | Pneus | Classe | Voltas | Posição Geral | Posição Na Categoria |
| ---- | -------------- | -- | ----------------------- | ----------------------------------- | ----- | ------ | ------ | ------------- | -------------------- |
| 1935 | Amédée Gordini | 44 | Carlo Nazarro           | Fiat 508S Balilla Sport Coppa D'Oro | D     | 1.1    | 129    | DNF           | DNF                  |
| 1935 | Amédée Gordini | 44 | Carlo Nazarro           | Fiat 995cc S4                       | D     | 1.1    | 129    | DNF           | DNF                  |
| 1937 | Gordini        | 46 | Philippe Maillard-Brune | Simca 6 Gordini                     | D     | 1.1    | 137    | DNF           | DNF                  |
| 1937 | Gordini        | 46 | Philippe Maillard-Brune | Fiat 996cc S4                       | D     | 1.1    | 137    | DNF           | DNF                  |
| 1938 | Amédée Gordini | 37 | José Scaron             | Simca 8                             |       | 1.1    | 140    | DNF           | DNF                  |
| 1938 | Amédée Gordini | 37 | José Scaron             | Fiat 1.1L I4                        |       | 1.1    | 140    | DNF           | DNF                  |
| 1939 | Gordini        | 39 | José Scaron             | Simca 8                             |       | 1.1    | 213    | 10º           | 1º                   |
| 1939 | Gordini        | 39 | José Scaron             | Fiat 1.1L I4                        |       | 1.1    | 213    | 10º           | 1º                   |